# Kusuo Kitamura
Kusuo Kitamura (n. 9 octombrie 1917, Kochi, Japonia – d. 6 iunie 1996) a fost un înotător ce a reprezentat Japonia, medaliat olimpic. A participat la o ediție a Jocurilor Olimpice (1932) în care a câștigat o medalie de aur.

## Participări
Lista de mai jos prezintă principalele competiții la care a participat Kusuo Kitamura de-a lungul carierei.
- swimming at the 1932 Summer Olympics – men's 1500 metre freestyle[*]